# ホ・ヨンマン
ホ・ヨンマン（許英萬、허영만、1947年 - ）は、韓国の漫画家。代表的な作品としては、映画化もされた『タチャ いかさま師』(タチャ イカサマ師)や『食客(漫画)』(食客(映画))がある。

## 生涯
1947年、全羅南道麗水市生まれ。本貫は陽川許氏。
1976年、韓国日報新人漫画公募展に応募した「집을 찾아서（家を探して）」が採用され、漫画界にデビューした。2003年から東亜日報に『식객（食客）』を連載。2004年に「大韓民国漫画大賞」および「富川国際漫画祝祭漫画大賞」を受賞している。

## 作品
2010年現在、約150作品を制作。うち、少なくとも11作品が映画化・ドラマ化・アニメ化されている。
代表的な作品としては以下がある。
- 타짜（タチャ いかさま師）2000年
- 사랑해（愛してる）2000年
- 식객（食客）2003年

『食客』は講談社（KCデラックス）から日本語版が出版されている。
また、日本との関わりでは、自治体国際化協会 (CLAIR) の招聘により日本の観光地を取材し、日本の魅力を韓国で広く紹介する役割を担っている。